# 水果帶

密西根與伊利湖水果帶

水果帶（英語：Fruit Belt）是美國一個微氣候上適合種植水果的帶狀地區，明顯集中於五大湖區，包括西密西根、北密西根和伊利湖南岸。造成五大湖區特別適合種植水果的原因是大湖效應。另外，水果帶與雪帶大致上重疊。在美國的中華盛頓地區，也同樣有個水果帶。